# Бруно Зориця
Бруно Зориця-Зулу (хорв. Bruno Zorica Zulu; 20 лютого 1952, Іванич-Град — 24 січня 2024, Іванич-Град) — хорватський бригадний генерал, легендарний відставний командир уславленого батальйону «Франкопан» збройних сил Хорватії, ветеран війни за незалежність. Разом з іншими хорватськими легіонерами брав участь у створенні спеціальних підрозділів майбутньої хорватської армії, які стали ударною силою супроводу багатьох дій хорватських військ.
До початку війни Хорватії за незалежність служив у Франції в її   іноземному легіоні. Зі спалахом війни за незалежність спільно з іншими хорватами зі складу Французького легіону прибув у Хорватію, заходившись відразу створювати перші спеціальні підрозділи Генерального штабу Збройних сил Хорватії в Кумровці та засновуючи Центр командного вишколу в лісі Жутиця поблизу Іванич-Града. 
1 серпня 1991 року було офіційно створено спецпідрозділ Генштабу — батальйон «Франкопан». Основу батальйону склали хорвати з Французького іноземного легіону, які стали його командирами та інструкторами, проводячи вишкіл за зразком Французького легіону. Зориця став одним із засновників хорватського батальйону спецпризначення «Франкопан», де спочатку займав посаду заступника командира, а згодом — командира цього підрозділу. Пізніше під командуванням Зориці батальйон «Франкопан» переріс у полк спеціального призначення з тією самою назвою, де проходив службу доброволець «Азова» з Хорватії Денис Шелер («Пєна»). Зориця розробив курс підготовки хорватських спецпризначенців, планував і безпосередню долучався до диверсійних операцій у тилу ворога. Далі він обіймав різні посади в Генштабі та Міністерстві оборони Хорватії, вийшовши у відставку у званні бригадного генерала. 
Переймався перебігом військових дій на Сході України, протягом місяця навчав в Україні  добровольців «Азова». 9 грудня 2017 за підтримки Бруно Зориці делегати Національного корпусу домовилися про співпрацю українських та хорватських ветеранів. Зустрічаючись із бійцями полку «Азов», Зориця відзначив високий рівень військової підготовки у полку та Військовій школі командирів імені полковника Євгена Коновальця.
Підрозділ «Азов» Зориця називає «найбільш патріотичними екстремістами», порівнюючи їх у цьому контексті із ХОС часів хорватської війни.